# Paul Harmsworth
Paul Anthony Harmsworth (ur. 28 września 1963 w Ealing) – brytyjski lekkoatleta, sprinter, medalista halowych mistrzostw Europy w 1987, olimpijczyk.

## Kariera sportowa
Specjalizował się w biegu na 400 metrów. Zdobył brązowy medal w tej konkurencji na halowych mistrzostwach Europy w 1987 w Liévin, przegrywając jedynie ze swym kolegą z reprezentacji Wielkiej Brytanii Toddem Bennettem i Momcziłem Charizanowem z Bułgarii. Zajął 5. miejsce w finale biegu na 400 metrów na halowych mistrzostwach świata w 1987 w Indianapolis.
Wystąpił w biegu eliminacyjnym sztafety 4 × 400 metrów na igrzyskach olimpijskich w 1988 w Seulu. W półfinale i finale Harmswortha zastąpił Kriss Akabusi, a sztafeta brytyjska została sklasyfikowana na 5. miejscu.
Harmsworth był srebrnym medalistą UK Championships w biegu na 400 metrów w 1986, a w hali wicemistrzem Wielkiej Brytanii (AAA) w 1987 i brązowym medalistą w 1989 na tym dystansie.
Rekordy życiowe:
- bieg na 400 metrów – 45,64 s (7 sierpnia 1988, Birmingham)
- bieg na 400 metrów (hala) – 46,59 s (7 marca 1987, Indianapolis)